# Тршебич
Трше́бич (чеш. Třebíčо файле [ˈtr̝̊ɛbiːtʃ]) — город на западе Моравии, в юго-восточной части края Высочина Чехии. Находится на реке Йиглава и является вторым по величине городом Высочины после Йиглавы.
На 01.01.2015 насчитывается 36 880 жителей. Зарождение города связывают с основанием бенедиктинского монастыря в 1101, на его месте сейчас располагается замок. Первым письменным упоминанием о городе является грамота аббата Мартина (чеш. listina opata Martina), которую относят к 1277. Тршебич получил права города от маркграфа Карла в 1335, и благодаря тому мог укрепляться с помощью крепостной стены и рва. Во время своего наибольшего подъёма Тршебич был наиважнейшим центромМоравии после Оломоуца и Брно, владения местного монастыря располагались почти до Опавы. Количество жителей начало увеличиваться после Второй мировой войны совместно со строительством домов, а также панельных микрорайонов, служивших в основном в качестве жилья для работников строящейся электростанции в Дукованах. Сегодня Тршебич является важным центром западной Моравии и административным центром района.
Площадь Тршебича 57,6 км2, город с 1995 года, делится на 17 частей, из которых 10 расположены в черте городской застройки и 7 в ближайших окрестностях — Боровина, Будиковице, Горка-Домки, Ейков, Нове-Двори, Нове-Место, Поцоуцов, Подклаштерши, Птачов, Рачеровице, Ржипов, Славице, Соколи, Старечка, Тын, Внитршни Место, Замости. В городе находятся важные памятники; еврейский квартал, включающий старую синагогу и одно из старейших в Европе еврейских кладбищ, и базилика Святого Прокопа в 2003 году были объявлены памятниками ЮНЕСКО. Карлова площадь в центре города является одной из наибольших площадей Чехии. Примечательны башня высотой 75 м, которая принадлежит церкви Св. Мартина, а также многочисленные ренессансные здания.

## История

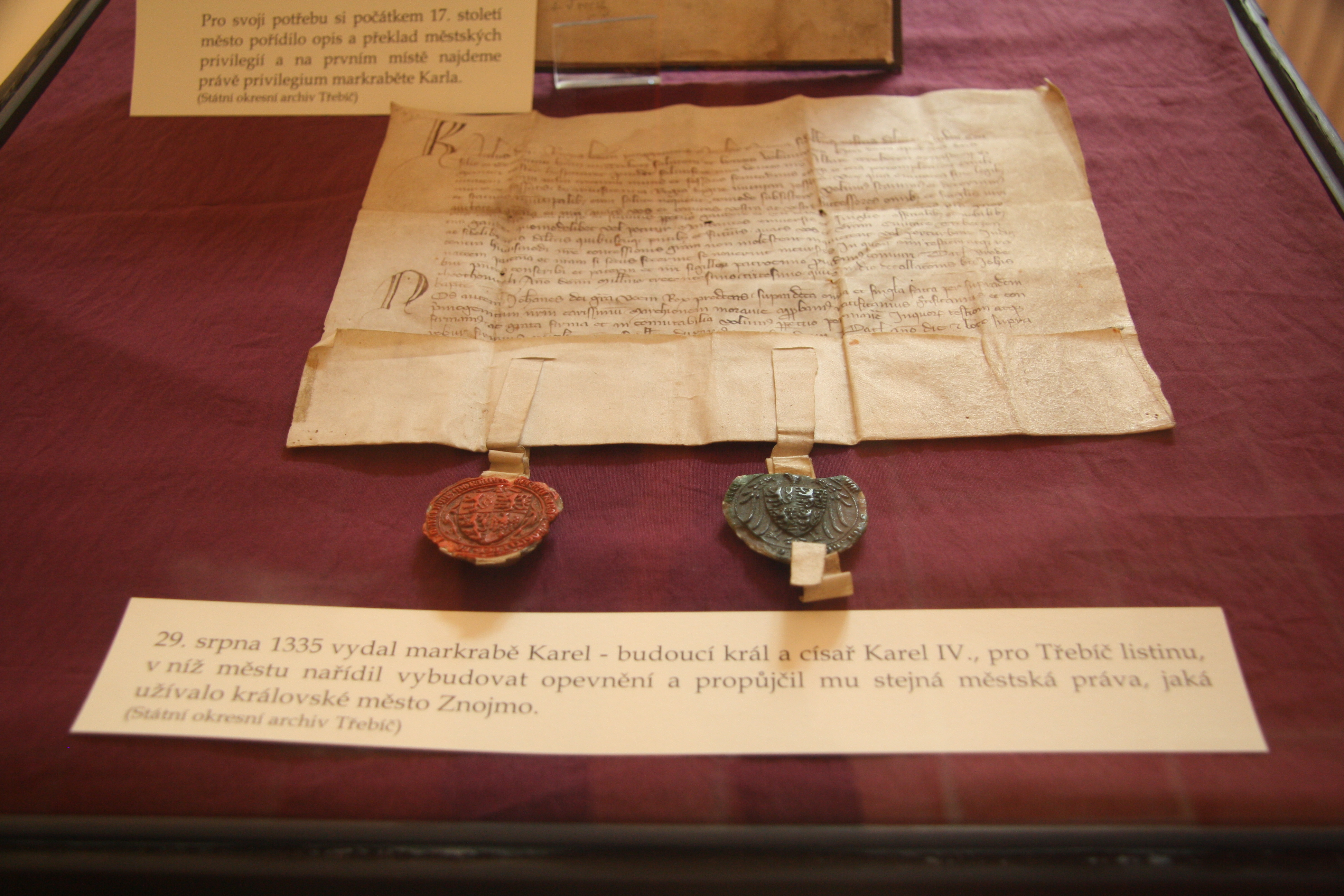
Грамота 1335 г., которой маркграф Моравии Карл Люксембургский повысил статус Тршебича до города.

### От основания города до 1420 г.
На месте будущего города в начале XII столетия располагался Тршебичский лес, упомянутый в Чешской хронике. Более старшего поселения на этом месте не существовало. Единственные археологические находки, которые могут быть старше монастыря, были обнаружены в районе Карловой площади. История Тршебича начинается в 1101 году с заложения бенедиктинского монастыря князьями Ольдржихом Брненским и Литольдом Зноймским, сыновьями Конрада I. Основание монастыря было в первую очередь политическим актом, и в дальнейшем монастырь служил, главным образом, хозяйственным и экономическим целям. Место заложения находилось на границе Зноймского и Моравского уделов. Через него проходили множественные торговые пути. Мощная монастырская крепость взяла под свою эгиду развитие коммуникационных путей между средней и южной Моравией, южной и средней Богемией. Возле монастыря стали появляться торговые поселения, которые переросли в XIII столетии в город Тршебич. Предпосылкой к их созданию было развитие ремесла в этой области. Одним из таких поселений был район Подклаштерши, который сейчас является частью современного Тршебича, расположенный на левом берегу Йиглавы. Он привлекал не только купцов и евреев, но и многочисленных ремесленников. Его быстрый рост ограничивали река и скалы, что послужило дальнейшему увяданию этого торгового места, которое было вынуждено переместиться на правый берег. В Подклаштерши остались только евреи, где и возникло одно из древнейших еврейских поселений в Моравии (см. Еврейский квартал в Тршебиче). Тршебич был заложен на правом берегу Йиглавы. Место было неудачным, так как затоплялось, но многочисленные ремесленники города нуждались в проточной воде. Первое письменное упоминание о городе Тршебич содержится в грамоте аббата Мартина 1277 г. Из неё же следует, что большинство жителей города того времени было чешской национальности. Тршебич являлся собственностью монастыря, а тот в свою очередь являлся собственностью короля. По законам того времени невозможно было построить город без согласия короля, но никаких письменных документов о том не сохранилось. В 1312 и 1315 годах город посетил Иоганн Люксембургский и защитил город от агрессии Йимрама из Босковиц, владельца замка Садек (на тот момент имевшего название Унгерсберг), захватив замок и казнив 18 разбойников.
Важный исторический момент — получение прав города от маркграфа Карла в 1335, благодаря чему стали возможны укрепления с помощью крепостной стены и рва. Кроме системы трех ворот, Венских на юге, Брненских на востоке и Йиглавских на западе, была произведена достройка каменных стен, частью городской фортификации стала башня Святого Мартина.

### 1420—1556 гг.
Во время Гуситских войн с 1421 по 1426 город и монастырь были заняты гуситами. Во время войны между венгерским королём Матьяшем Корвином и чешским королём Йиржи из Подебрад город сильно пострадал. 12 мая 1468 г. Тршебич был осaжден венграми во главе с Матьяшем Корвином, в течение двух дней город был захвачен, разграблен и сожжен. По свидетельствам хроники Элиаша Стршелки, женщины и дети были отправлены Матьяшем с воинским сопровождением в Вельке-Мезиржичи, где они нашли убежище. Обороняющее город войско пана Викторина, сына Йиржи из Подебрад, укрылось в монастыре, уничтожив мост через реку. Обозы с едой при этом остались на берегу или свалились в реку. Запасы продовольствия монастыря иссякли, и в ночь с 5 на 6 июня войска Викторина из Подебрад, разделенные на три отряда, попробовали прорвать осаду, чтобы соединиться с войском пана Йиндржиха из Подебрад, брата Викторина. Двум из отрядов это удалось, третий отряд 15 июня сдался венграм. Фактически город был уничтожен. Только через семь лет пустующий город начал своё восстановление.
Тршебич получил Зденек Конопиштьский из Штернберка за поддержку Матьяша в войне за корону, а также как компенсацию за утраченные земли в Богемии. Восстанавливать город и монастырь новый владелец не спешил по причине долгов монастыря, а также надежды вернуть свои земли в Богемии. Инициаторами восстановления стали жители города. После смерти Зденека Матьяш дистанцировался от его сыновей и потребовал вернуть монастырь аббату. Не ясно, что именно происходило дальше. Из земских досок известно, что сын Зденека Ярослав до 1481 был в Тршебиче, а далее монастырь со своим имуществом переходил из рук в руки различных дворян в течение нескольких лет. 15 декабря 1490 владельцем стал Вилем из Пернштейна с условием, что выплатит все долги монастыря. В 1491 г. Вилем выплатил невероятную по тем временам сумму в 15 500 венгерских золотых, обозначив в условиях сделки, что если король, маркграф или бенедиктинцы захотят вернуть монастырь, они обязаны компенсировать эту сумму. Вилем занимался экономическим развитием города и егo окрестностей, провёл необходимые ремонтные работы в монастыре, в ходе которых был вынужден снести практически развалившуюся башню. После смерти Вилема город и окрестности наследовал его сын Ян IV из Пернштейна, который продал владение городом Яну Йетржиху, с условием, что если у него не будет наследников, то город вернется Пернштейнам, что и произошло в 1546 году. Ян Йетржих выгнал евреев из города. А по возвращении города во владения Яна IV из Пернштейна тот продолжил данную политику, устраняя тем самым евреев в торговой конкуренции. После смерти Яна IV из Пернштейна в 1548 году его наследником стал его сын Вратислав, который продал Тршебич и сопутствующие владения.

### 1556—1618 гг.
Буриан Осовский из Доубравице купил Тршебичский монастырь с мельницей, городом Тршебич с его пригородом и многочисленными деревнями. В земских досках сделка указана в 1558 году. Осовские оставались владельцами до 1613 года. Для того, чтобы купить Тршебич, Буриан Осовский продал значительную часть своих владений. Буриам Осовский развивал разведение рыб и пивоварение. После его смерти в 1568 году его наследником стал Смил, его сын. Тршебич был в тяжелой финансовой ситуации, имел многочисленные долги. Частично разрешить ситуацию Смилу помогли два его удачных брака, в 1572 с Богункой из Жеротина и в 1589 с Катержиной Валдштейн. Смил вёл многочисленную хозяйственную и экономическую документацию. Из неё следовало, что росло число домов в городе. В 1556 году он насчитывал 372 дома и примерно 2400—2800 жителей, в 1573 — 376 домов с 2700-3100. Увеличивались доходы города. К востоку от Тршебича во Владиславе возделывались виноградники, но, по воспоминаниям современников, вино было кислым и невкусным. В городе появилась бумажная фабрика, тршебическая бумага считалaсь очень качественной. Смил также пробовал вводить систему пожарной безопасности в городе: были приготовлены в отведенных местах лестницы и ведра для тушения огня, проверялась безопасность печных труб, запрещалось иметь в домах избыточную солому и дрова. Но все эти меры безопасности не спасли город от одного из самых больших пожаров в 1599 г. Было уничтожено 113 домов. В конце XVI века и в начале XVII в городе начинает расти число иностранцев: немцев, словаков и итальянцев. Самым знаменитым итальянцем был Франтишек Калигардо, венецианский купец, которому принадлежал Малованый дом. В период правления Осовских имели свободу все евангелические церкви. Поддерживалось развитие чтения литургии на чешском языке. При Осовских Тршебичский монастырь окончательно был перестроен в родовой замок, все постройки бывшего монастыря служили хозяйственным целям, в том числе и Базилика Святого Прокопа была превращена в пивовар. Город тоже перестраивался, многие дома на Карловой площади приобрели ренессансные черты, самые яркие из них — Малованый дом и Чёрный дом, украшенные сграффито. Костёл Святой Троицы на новом кладбище также был перестроен в стиль ренессанса. Башня Святого Мартина продолжала являться самым высоким зданием в городе.

### 1618—1648 гг. Тридцатилетняя война.
После смерти Смила Осовского Тршебические владения унаследовала его жена Катержина Валдштейн, в 1614 г. подтвердившая в городе Аугсбургское исповедание. 22 июня 1614 г. она вышла замуж за Карела Старшего из Жеротина, моравского земского гетмана. При этом Катержина самостоятельно управляла Тршебическими владениями. В 1618 году произошла вторая пражская дефенестрация, с которой началось Восстание чешских сословий. Карел Старший из Жеротина не поддерживал восстание против легитимной власти. 23 ноября 1618 в Тршебич приехали Йиржи Ерасмус Тшернембл и Ладислав Велен из Жеротина, как представители от мятежной стороны, но Карел отказался участвовать в восстании, тем самым подвергнув себя рискам утраты политического и личного влияния. В Моравии уже были повстанческие настроения, и Карел оказался в изоляции. В конце концов он был вынужден переместиться в Росицкий замок. Поражение под Белой горой первое время никак не касалось Тршебича, несмотря на то, что по большей части некатолическое его население симпатизировало побеждённому королю. Родственница Катержины, Элишка Жератинска из Валдштейна, писала ей через неделю после битвы о жестоких и вероломных действиях победившей армии в окрестностях Праги.
9 декабря 1620 Карел Старший из Жеротина получил от Фердинанда II охранную грамоту на свои владения и Тршебич. Благодаря этой грамоте в декабре 1620 г. Тршебичу удалось избежать погромов, происходивших в Моравии, возглавлявшихся Карлом фон Бюкуа. Армия оставила в Тршебиче охрану, которая учиняла разбои в окрестных деревнях, запрещала мещанам покидать крепостные стены, уничтожала некатолические службы. При этом, в сравнении с другими городами, Тршебич оставался оазисом спокойствия. 1622 и 1623 годы были одними из наихудших для Тршебича. В начале 1622 г. в Тршебич переселился полк генерала Бальтазара Маррадаса численностью 500 человек, создав значительную финансовую нагрузку на город. Полк оставался в Тршебиче до октября 1622 г. В декабре 1623 года Тршебич был вынужден принять два силезских полка для обороны против Габора Бетлена. Содержание трёхтысячного войска в течение тридцати дней обошлось городу больше, чем в 90 000 златых. Две компании генерала Йана Мероде зимовали в Тршебиче с 1622 по 1623 и продолжили там оставаться до июня 1623 г. Расходы на содержание армии снова легло на город, который в конце концов был вынужден обратиться с просьбой о займе к Катержине из Валдштейна.
10 мая 1628 г. вышел новый устав для Моравии, который провозглашал передачу прав на трон Габсбургам, уравнивал немецкий язык с чешским, а католицизм был объявлен единственной религией. В связи с этим 27 сентября 1629 года Карел с женой покинули Тршебич. Супруги остановились в Вратиславе и имели разрешение императора возвращаться в Моравию, сообщая предварительно своё намерение чиновникам. Весной 1628 года Катержина уступила права на Тршебич своему брату Адаму из Валдштейна. В договоре было обозначено, что если Катержина сможет вернуться на постоянное местожительство в Моравию, она возвращает право на владение Тршебичем, также новый владелец ежемесячно обязан выплачивать ей 6000 моравских златых. Адам из Валдштайна передал это право свою сыну Рудольфу, который крайне неохотно выполнял финансовые обязательства перед Катержиной. После смерти Карела 9 октября 1636 года и его супруги на два года позже, их тела были перевезены в Тршебич, где были похоронены без церемонии. По завещанию Катержины, датированному 6 февраля 1637, Тршебич должен был оставаться во владении Рудольфа, с последующей передачей по наследству по мужской линии. В 1628—1629 годах эмигрировали многие другие жители Тршебича, в основном в Венгрию и Польшу, их точное число неизвестно. В конце войны Тршебич неоднократно был вынужден содержать различные воинские отряды, в том числе шведские отряды в Йиглаве.

## Геральдика
Герб города представляет собой красный щит с белым горизонтальным полем, на котором расположены три черных капюшона бенедиктинских монахов. Нижняя и верхняя части красные, ранее были декорированы серебряными арабесками. Три капюшона символизируют три части Тршебича: Тршебичское аббатство, и пробства Комарова и Мержина. Флаг города с аналогичной символикой утверждён 15 июля 1993 г.

## География

### Климат
Климат Тршебича — умеренно континентальный. Ежегодно выпадает около 560 мм осадков (на вегетационный период приходится около 350—400 мм, на зимний сезон около 200—250 мм). Среднегодовая температура составляет 7,5 ° С, в июле 18,5 °C и −3,4 ° С в январе.
| Показатель                    | Янв. | Фев. | Март | Апр. | Май | Июнь | Июль | Авг. | Сен. | Окт. | Нояб. | Дек. |
| ----------------------------- | ---- | ---- | ---- | ---- | --- | ---- | ---- | ---- | ---- | ---- | ----- | ---- |
| Абсолютный максимум, °C       | 14   | 15   | 20   | 27   | 30  | 35   | 35   | 36   | 29   | 25   | 18    | 12   |
| Средний суточный максимум, °C | 0    | 3    | 7    | 14   | 19  | 22   | 24   | 24   | 18   | 12   | 6,0   | 1    |
| Средний суточный минимум, °C  | −5   | −4   | 0,0  | 4    | 9   | 12   | 13   | 13   | 9    | 5    | 1     | −4   |
| Абсолютный минимум, °C        | −21  | −19  | −16  | −7   | −1  | 0    | 6    | 6    | 0    | −6   | −11   | −20  |
| Источник: www.msn.com         |      |      |      |      |     |      |      |      |      |      |       |      |

## Население
| 1869    | 1869    | 1880    | 1880    | 1890    | 1900    | 1900    | 1910    | 1910    | 1921    | 1930    | 1930    |
| ------- | ------- | ------- | ------- | ------- | ------- | ------- | ------- | ------- | ------- | ------- | ------- |
| 7886    | ↗10 328 | ↗11 999 | ↘9343   | ↗13 726 | ↗15 309 | ↘10 805 | ↗11 651 | ↗16 347 | ↗17 191 | ↘14 358 | ↗17 555 |
| 1950    | 1950    | 1961    | 1961    | 1970    | 1970    | 1980    | 1980    | 1991    | 1991    | 2001    | 2014    |
| ↗18 671 | ↗20 257 | ↘19 142 | ↗20 387 | ↗21 405 | ↗22 555 | ↗30 246 | ↘29 017 | ↗39 316 | ↘38 355 | ↗39 021 | ↘37 095 |
| 2015    | 2016    | 2017    | 2018    | 2019    | 2020    | 2021    | 2021    | 2022    | 2023    | 2024    | 2025    |
| ↘36 641 | →36 641 | ↘36 330 | ↘36 050 | ↘35 691 | ↘35 451 | ↘35 107 | ↘34 368 | ↗34 415 | ↗34 712 | ↗34 797 | ↘34 530 |

## Административное деление

Карта административных частей города Тршебич

Тршебич имеет площадь 56 км² и разделён на 10 кадастровых районов и 17 частей, 10 из которых составляют городские районы, а остальные 7 находятся в непосредственной близости. Наибольший район Славице, наименьший Замости. Наибольшее число жителей проживает в районе Нове-Двори, а наименьшее в Ржипове.
Боровина (526 домов, 5 864 жителей) - одна из достаточно новых частей Тршебича. Её возникновение связано с фирмой, производящей обувь, принадлежащей Карлу Будишовски. Для этой цели были построены многочисленные дома для рабочих. Для нужд этой компании была построена в этой части города довольно большая станция по разливу мазута для обслуживания котельной. В дальнейшем фирма перешла Томашу Батя.
Будиковице (61 дом, 199 жителей) — деревня, являющаяся частью Тршебича. Первое письменное упоминание о деревне датируется 1556, когда в деревне жили 16 землевладельцев и один арендатор либо владелец двора.
Горка-Домки (1 158 домов, 7 788 жителей). В этой части располагаются в основном жилые дома, но есть также пара бывших предприятий и одно действующее. Здесь производятся автобусы компании TEDOM. На 2001 год в районе проживало 7788 жителей.
Ейков (91 дом, 270 жителей). В старину район являлся пригородом Тршебича. Здесь находится ряд государственных учреждений и промышленных объектов. Значительная часть современного индустриального района находится в южной части, также недалеко расположены зимний стадион Horácká Slavia и футбольное поле HFK Тршебич. В Ейкове расположены больница Тршебича, а также несколько школ и среднее учебное заведение.
Нове-Двори (987 домов, 16 657 жителей). Это один из самых крупных и густонаселённых районов Тршебича. В основном здесь располагаются жилые дома. Панельные дома были построены в 70-х годах из-за АЭС Дукованы. Нове-Двори существовали уже в средних веках.
Нове-Место (161 дом, 1056 жителей). Район возник в XV веке. Его большая часть не застроена, её составляют лес и поля. Нове-Место возникло, возможно, после восстановления города в конце XV века. Частью города стало в середине XVI столетия.
Поцоуцов (59 домов, 183 жителей). Деревня, расположенная в 1,5 км от цента города. Поцоуцов принадлежит к старейшему хозяйству Тршебичского монастыря, первое письменное упоминание о нём относится к 1101 г. Частью города Тршебич деревня стала в 1980 г.
Подклаштерши (1 009 домов, 3 899 жителей). В этой части города находятся Базилика Святого Прокопа, памятник ЮНЕСКО, а также музей Высочины. Подклаштерши - самая старая часть города. Первоначально была самостоятельным поселением, частью Тршебича стала в начале XX столетия. Раньше в этой части находился спиртовой завод. Располагаются здесь также собачий приют и конюшня.
Птачов (66 домов, 212 жителей). В этой части города находится только один частный жилой дом, остальные здания — фермерские. Птачов и его окрестности относятся к природному парку Тршебичско. Здесь находится также природный памятник Птачовский холмик. В окрестностях создано несколько прудов. У Птачова были найдены кости доисторических животных: мамонта, северного оленя, дикого степного коня и тура. Птачов стал частью Тршебича 1 января 1980.
Рачеровице (49 домов, 155 жителей). Деревня, расположенная в 6 км севернее Тршебича.

План территориального развития города.

Ржипов (22 дома, 68 жителей). Принадлежал Тршебичскому монастырю со времени его основания. Поселение стало частью Тршебича в 1960 г.
Славице (80 домов, 246 жителей). Первое письменное упоминание o Славице относится к 1303 г., когда в грамоте госпожи из Ходиц упомянуты свидетели Детлин и Кунрат, братья из Славице. В 1371 г. маркграфом Яном Йидршихем деревня была присоединена к замку Рукштейну.
Соколи (44 дома, 88 жителей). Деревня, расположенная в 4 км от центра города, являющаяся частью Тршебича. Когда-то в этом районе пробовали добывать серебро. Существует легенда, что в Виршей скале (300 метров на юго-восток от центра района) располагается выход из тайного прохода Тршебичского монастыря. По некоторым мнениям, речь скорее всего идёт о старой штольне.
Старечка (202 дома, 539 жителей). Одна из старейших частей города. Скорее всего, она упоминается в списке монашеской собственности в 1104 как Старици. Где-то около 1220 г. здесь возникло торговое поселение, которое по сути переместилось из района Подклаштерши, который был ограничен скалами и рекой Йиглавой, что мешало его дальнейшему развитию. Его создание предшествует созданию самого города Тршебича. Интересный спор возник в XVII веке с дворянами Тршебича в связи с запретом на варку пива в пригороде. Жители Старечки так аргументировали по этому вопросу, «что пригород Старечка, как говорит само название, старше, чем сам город Тршебич, и имел даже собственные привилегии, четыре дома на варение и несколько домов производства солода. Из-за злого военного времени была та привилегия вероломно захвачена мэром Форманкем, который тогда в Старечке жил, и перенесена в Тршебич и обратно уже не вернулась». Торговая площадь Старечки также была предшественницей города Тршебич, который возник позже немного восточнее. В южной части этого старинного бывшего рынка в 80-х годах была построена автостанция.
Тин (203 дома, 1 171 житель). С 1960 г. является частью города Тршебич. С момента своего присоединения район Tин существенно вырос и потерял свой первоначальный облик, характерный для деревни. Тин возник как торговое поселение на старом торговом пути, ведущем к Пршибиславице, сегодня это улица Здиславина. Поселение с момента основания Тршебичского монастыря было его собственностью.
Внитршни Место (53 дома, 210 жителей) — центр города. Одна из старейших частей города, её центром является Карлова площадь, в просторечии — рынок. В этой части находятся многочисленные мещанские дома, в том числе Малованый и Чёрный дома, ратуша, статуя Кирилла и Мефодия.
Замости (124 дома, 416 жителей). Наименьшая часть Тршебича, также относится к старейшим частям Тршебича. Еврейский квартал почти полностью находится в этой части. Первое упоминание o районе относится к 1410 году. До присоединения к Тршебичу в 1931 г. район функционировал как самостоятельное поселение (подробнее см. Еврейский квартал в Тршебиче). В 1990 году Замости объявлен памятником. В 2001 году несколько объектов объявлены культурными памятниками. В 2003 еврейский квартал включен в список памятников ЮНЕСКО.

## Достопримечательности
В Тршебиче находится много исторических и культурных памятников. В числе основных достопримечательностей — еврейский квартал и базилика Святого Прокопа, объявленные в 2003 году объектами культурного наследия ЮНЕСКО.

### Еврейский квартал
Еврейский квартал в Тршебиче — памятник мирового наследия ЮНЕСКО, один из наиболее сохранившихся еврейских кварталов в Европе. Тршебичский еврейский квартал - единственный еврейский памятник за пределами Израиля, объявленный памятником ЮНЕСКО. Квартал является ценным в целом, особенно оригинальной исторической планировкой.

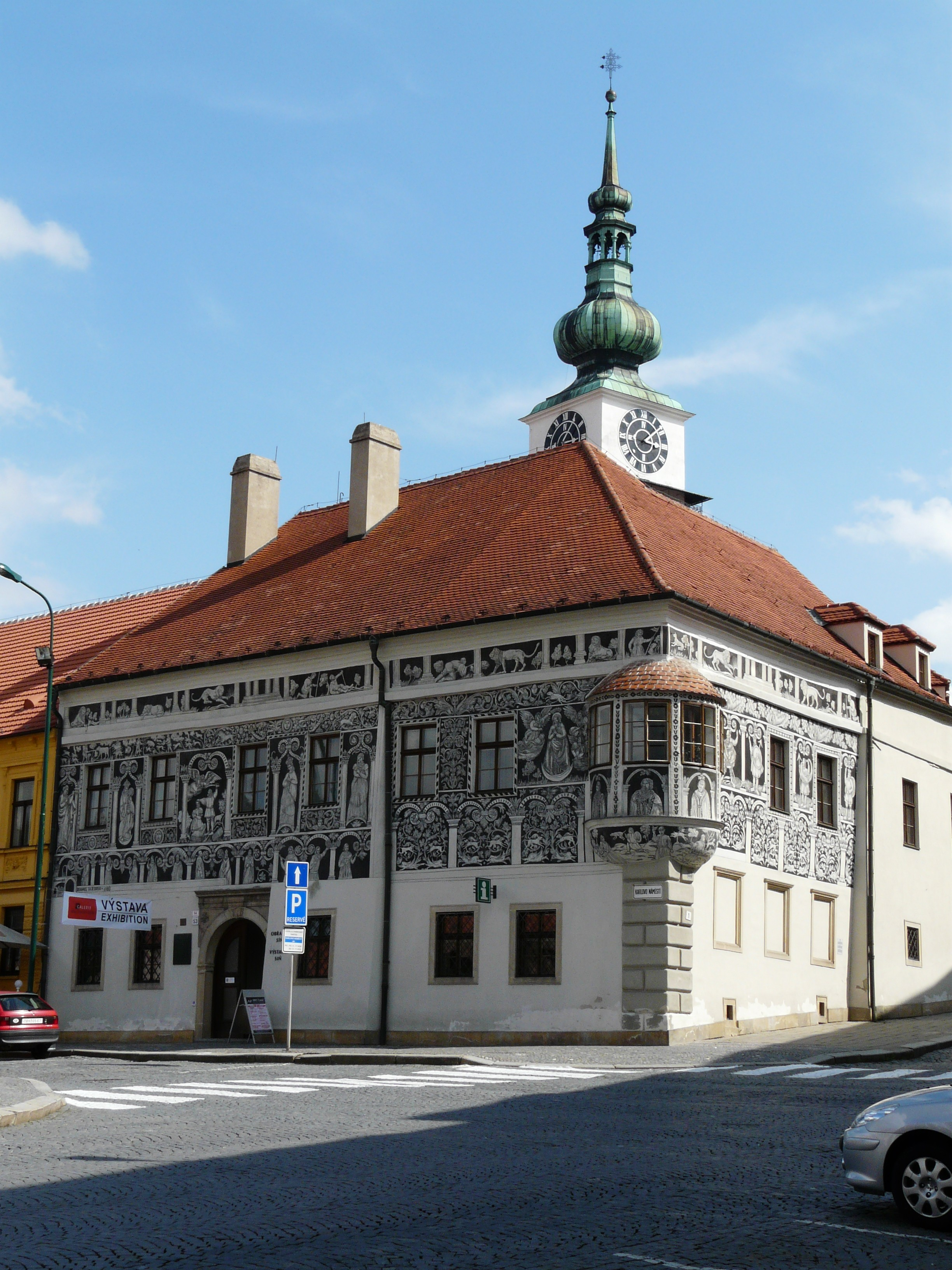
Малеваный дом в Тршебиче.

### Еврейское кладбище
Еврейское кладбище в Тршебиче — национальный памятник культуры Чехии. Кладбище было основано во второй половине XV столетия. Примерно до 1468 года евреи хоронили прямо под стенами монастыря. На кладбище можно найти примерно 2600 надгробий, старейшее датировано 1631 г. Всего на нём было похоронено около 11 000 людей. В 1888 году кладбище пострадало от наводнения и после расширялось в южном направлении (новая часть кладбища). В этой части кладбища находится памятник жертвам Первой мировой войны (установлен в 1922 г,, 20 жертв) и Второй мировой войны (установлен в 1957 году, 290 жертв).

### Базилика Святого Прокопа

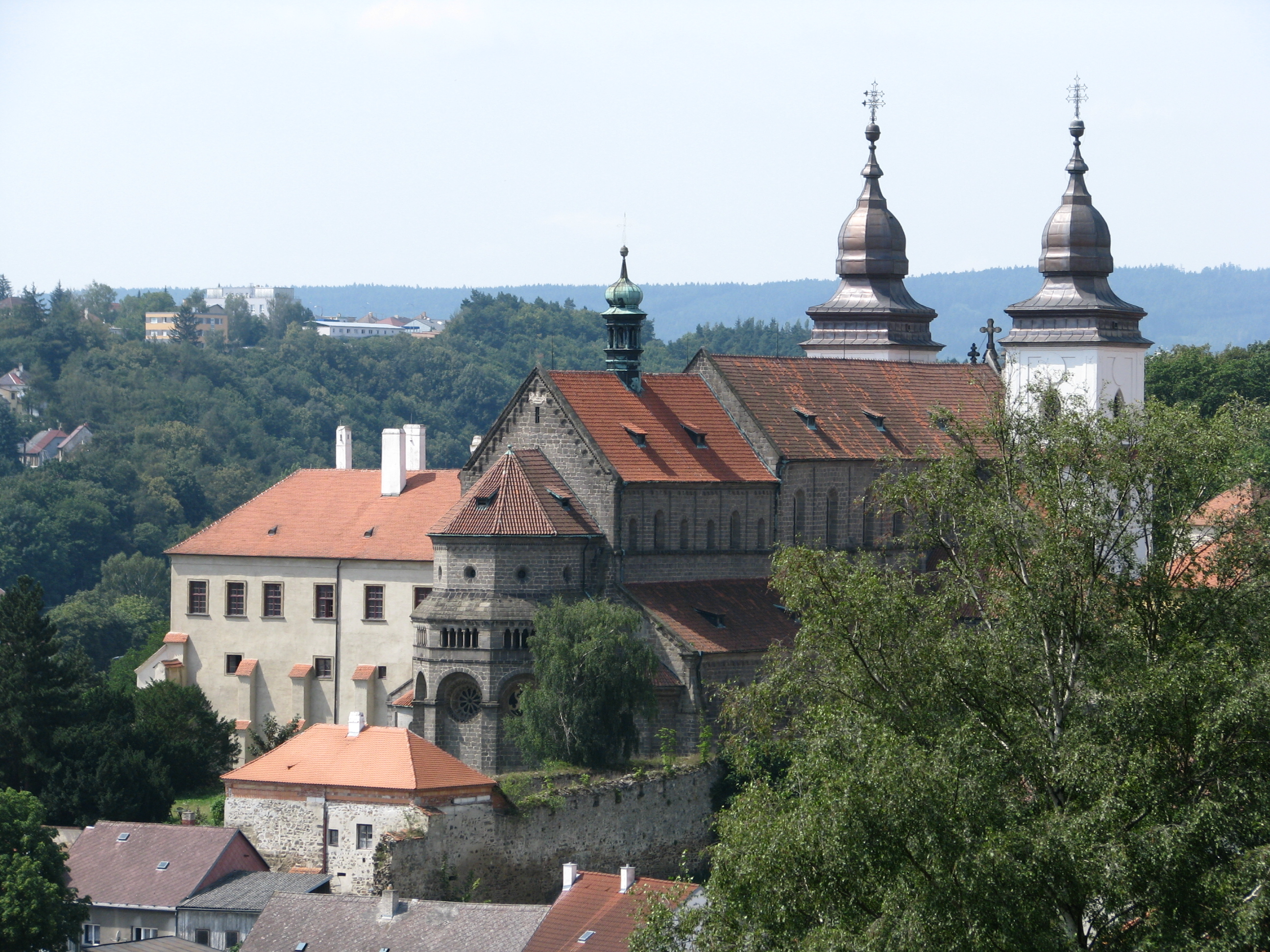
Базилика Святого Прокопа

Базилика Святого Прокопа (чеш. Bazilika svatého Prokopa) — католическая церковь в романско-готическом стиле, расположенная в чешском городе Тршебич. Построена на месте часовни Девы Марии бенедиктинского монастыря между 1240 и 1260 годами. В составе объекта
«Монастырь с костёлом Святого Прокопа в Тршебиче» в 2002 году признана национальным памятником культуры Чехии, а в 2003 году Базилика Святого Прокопа в Тршебиче вместе с еврейским кварталом была внесена в Список объектов Всемирного наследия ЮНЕСКО.

### Центр города

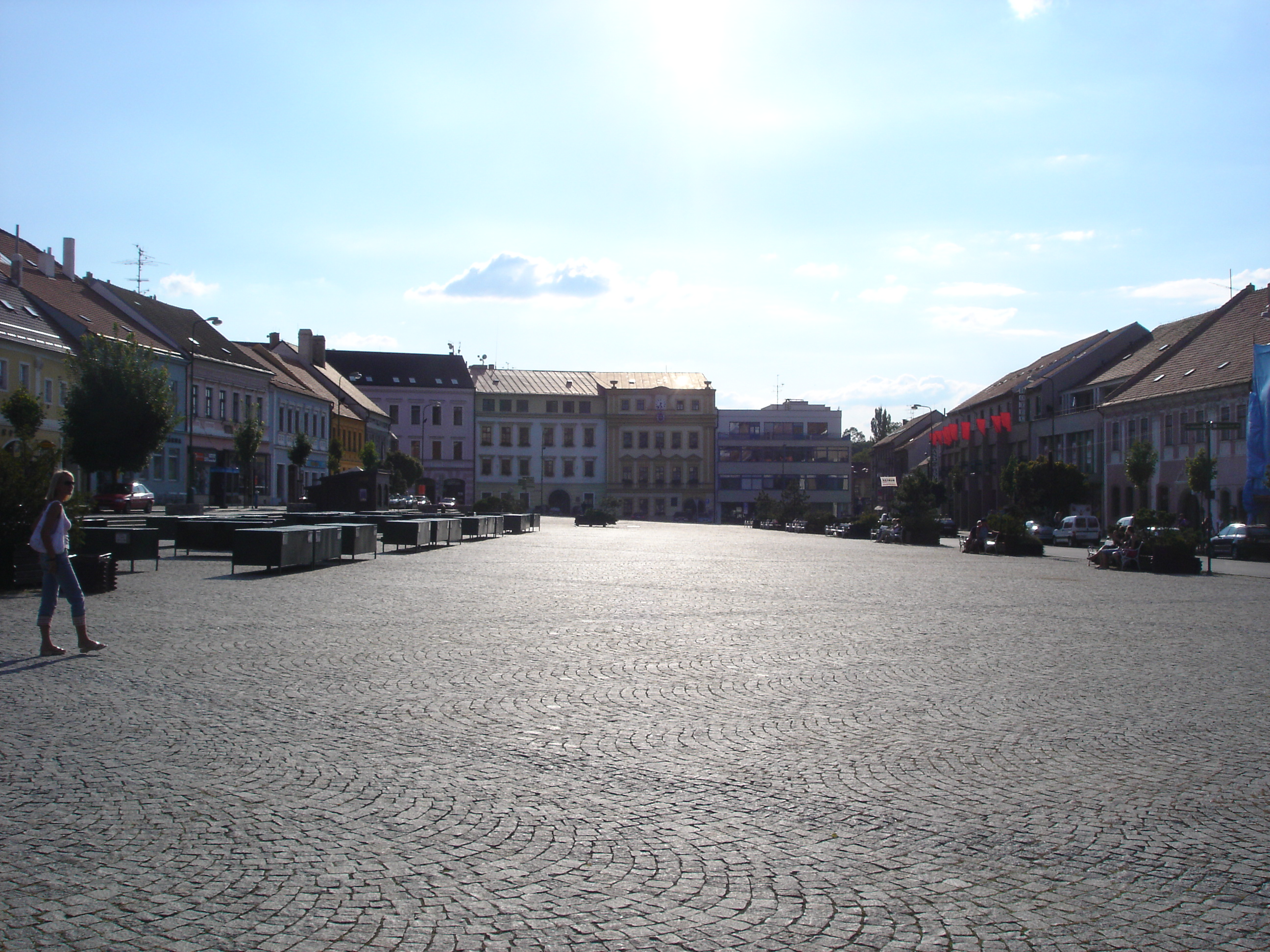
Карлова площадь в Тршебиче

Через реку от еврейского квартала находится Карлова площадь, которая является центром города. Площадь по размеру составляет 22 000 м2 и была заложена как торговая, поэтому в народе её часто называют рынок. Карлова площадь только на несколько квадратных метров меньше, чем Вацлавская площадь в Праге, так что в прошлом город мог равняться по размерам с королевскими городами. В начале XIX века площадь ещё имела элементы ренессанса и барокко, но они были уничтожены в результате пожара в 1822 году. В настоящее время на Карловой площади проходят рынки, ярмарки, культурные мероприятия, народные фестивали и праздники.

На Карловой площади находится ратуша. На юго-западном углу стоит Малеваный дом (чеш. Malovaný dům) — ренессансное здание, украшенное сграффито, в котором располагаются информационный центр и галерея. Аналогичные сграффито имеет Чёрный дом (чеш. Černý dům), — другой памятник ренессанса. В 1885 году на площади был установлен памятник Кириллу и Мефодию, в прошлом на этом месте наказывались преступники - обезглавливанием или позорным столбом. В Народном доме на Карловой площади находится постоянная экспозиция Франтишка Мертла (чеш. František Mertl), художника и скульптора, родившегося в Тршебиче.

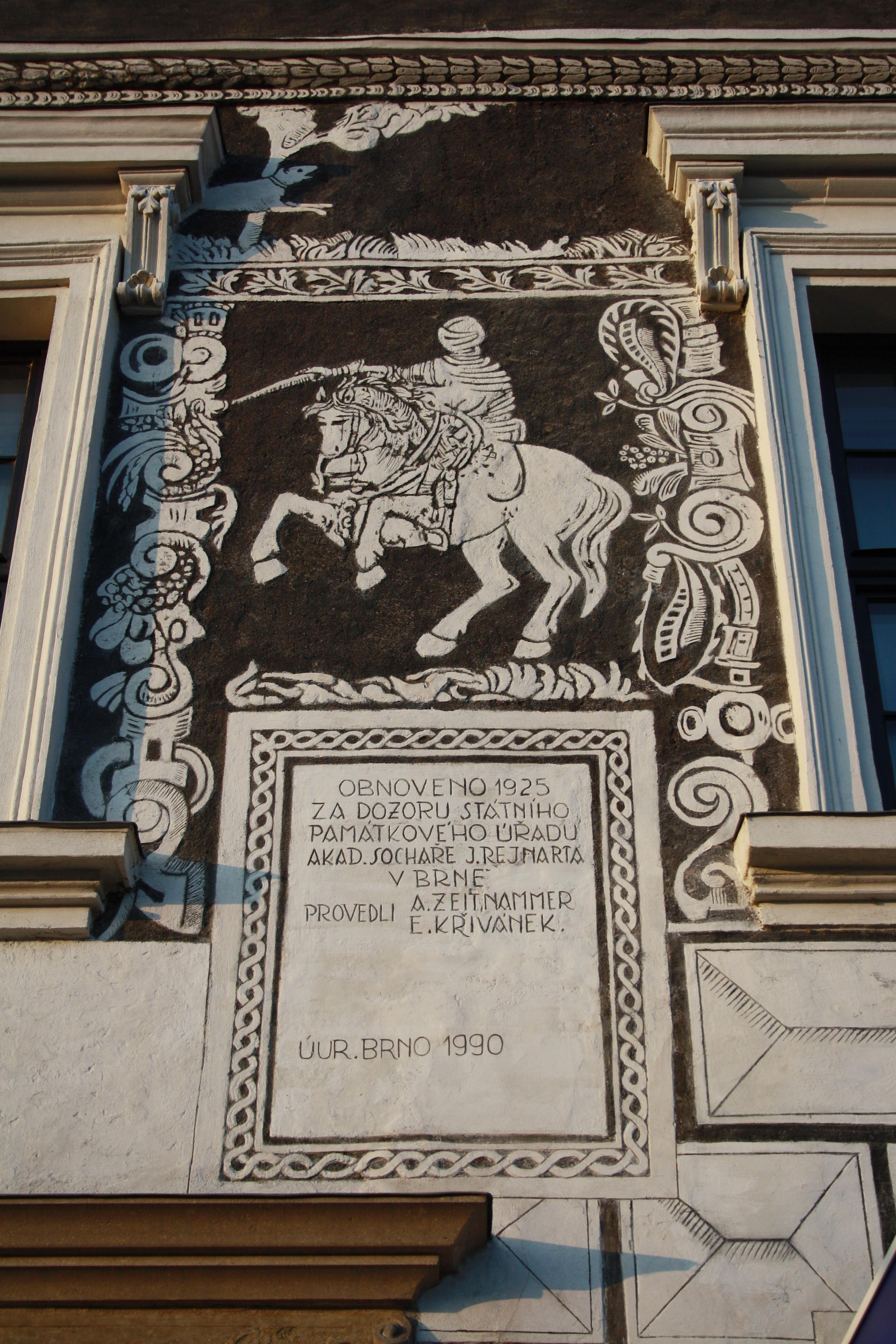
Сграффито на Чёрном доме в Тршебиче.

### Городская башня и костел Святого Мартина Турского
Башня имеет высоту 75 м и часы диаметром 5,5 м. Была построена в 1335 г., когда Тршебич получил статус города. Первоначально была сторожевой башней в охранной системе города. В 1468 г. купол башни был уничтожен пожаром во время вторжения венгерский войск. В 1577 и 1822 годах башня повторно страдала от пожаров, была уничтожена кровля. Современная крыша сохранилась с 1862 г. Последний ремонт башни происходил в два этапа в 1996 г. В 1716 г. башня стала принадлежать костелу Св. Мартина. Костел Св. Мартина — римско-католический костел, был заложен в XIII столетии аббатом Мартином.

### Другие религиозные памятники
- Капелла Святых Петра и Павла (район Ейков)
- Монастырь капуцинов (район Ейков)
- Костёл Преображения Господня (район Ейков)
- Православный храм Святых Вацлава и Людмилы (район Горка-Домки)
- Костёл евангелистов (район Горка-Домки)
- Костёл Святейшей Троицы (район Горка-Домки)
- Костёл Святого Яна Непомуцкого (район Славице)

### Ветряная мельница
Ветряная мельница голландского типа в Тршебиче служила нуждам кожевников. Здание мельницы в несколько этажей, построенное из камня и кирпича, изначально было деревянным. Она была закончена в 1836 г. Мельница никогда не молола муку. Одно время служила складом. В 1977 была реконструирована и закрыта.

### Здание сберкассы (Фуксова сберкасса)
Здание в функционалистском стиле, построенное по проекту архитекторов Богуслава Фукса и Йидржиха Кумпошта в 1933, находится в северо-западном углу Карловой площади. Изначально здание было трёхэтажным, четвёртый этаж был пристроен во второй половине XX века.

## Города-побратимы
- Гуменне, Словакия
- Ичан, Китай (1 февраля 2019)[39]
- Лилиенфельд, Австрия
- Ошац, Германия
- Павловск, Россия (XX век)[40]
- Рахов, Украина (21 октября 2017)